# Emily Nelson
Emily Nelson (Lichfield, 10 november 1996) is een Engelse wielrenster en baanwielrenster die uitkomt voor Verenigd Koninkrijk. Ze won in 2018 de koppelkoers op de Wereldkampioenschappen baanwielrennen in Apeldoorn, en in 2019 de scratch op de Europese kampioenschappen baanwielrennen ook in Apeldoorn.

## Palmares

### Baanwielrennen
| Jaar        | BK                                                 | EK                                 | WK                                 | Overige                                       |             |
| Als Juniore | Als Juniore                                        | Als Juniore                        | Als Juniore                        | Als Juniore                                   | Als Juniore |
| ----------- | -------------------------------------------------- | ---------------------------------- | ---------------------------------- | --------------------------------------------- | ----------- |
| 2013        |                                                    |                                    | ploegenachtervolging               |                                               |             |
| 2014        |                                                    | ploegenachtervolging               |                                    |                                               |             |
| Als belofte |                                                    |                                    |                                    |                                               |             |
| 2016        |                                                    | ploegenachtervolging · puntenkoers |                                    |                                               |             |
| 2017        |                                                    | afvalkoers                         |                                    |                                               |             |
| Als elite   |                                                    |                                    |                                    |                                               |             |
| 2016        |                                                    | koppelkoers · ploegenachtervolging |                                    | WB Glasgow: ploegenachtervolging              |             |
| 2017        | ploegenachtervolging · achtervolging · puntenkoers |                                    | koppelkoers                        | WB Manchester: ploegenachtervolging           |             |
| 2018        | achtervolging · scratch                            |                                    | koppelkoers · ploegenachtervolging | WB Berlijn: ploegenachtervolging, koppelkoers |             |
| 2019        |                                                    | scratch · afvalkoers               |                                    | Vierdaagse van Genève                         |             |